# Самарская и Саратовская епархия
Самарская и Саратовская епархия — каноническое и структурно-территориальное подразделение Русской православной старообрядческой церкви на территории Самарской, Саратовской, Пензенской областей и Республики Мордовия.

## История
В Самаре, начиная с 1762 года, когда императрица Екатерина разрешила селиться старообрядцам на берегах Волги и Иргиза, жило множество старообрядцев, представлявших самые разные направления древнего православия. Старообрядцев в Самаре к концу XIX века было до 10 % от общего населения.
С именем епископа Порфирия (Маничева) связан расцвет Самарской старообрядческой епархии. Энергичный владыка постоянно объезжал епархию с пастырскими визитами, совершал богослужения, и это — до 1905 года, когда такие действия не было позволено совершать открыто. В отчётных сведениях по противо-раскольничьей миссии в Самарской епархии за 1898 год указывается: «Самарские раскольники открыто совершают богослужения, в центре города имеют прекрасное помещение для церкви. Здесь живут — лжеепископ, два лжепопа, диакон и хор уставщиков. Нисколько не стесняясь существующими законоположениями, лжепопы носят, к немалому соблазну православных, длинные волосы (открыто, а не пряча под одежду), ходят в одежде, очень похожей на рясу православных иереев, только без широких рукавов, публично разъезжают по домам для совершения треб и „славлений“». За время своего служения Порфирий Самарский рукоположил около 50 священников, несколько диаконов, образовал более 25 новых приходов, освятил более 30 церквей. Особенно крупные общины сложились в городах Николаевске, Самаре и селе Балаково.

Решением Освященного собора РПСЦ, прошедшего 15-17 октября 2008 года, Самарская епархия была воссоздана в границах Самарской области.
Освященный Собор, прошедший 18-20 октября 2011 года, постановил включить в Самарскую епархию территории Саратовской и Пензенской областей а также «впредь именовать Самарскую епархию — Самарская и Саратовская епархия, утвердить центром епархии г. Самара».
2 октября 2014 года на совещание Самарской и Саратовской епархии было принято решение ежегодно проводить Черемшанский крестный ход. Этот крестный ход, протяжённостью более семи километров, проходит по местам старинных черемшанских монастырей и посвящён памяти преподобного Серапиона Черемшанского и других некогда спасавшихся здесь древлеправославных иноков.
Решением Освященного Собора от 21 октября 2014 года, в юрисдикцию епархии была включена Республика Мордовия, ранее входившая в состав Казанской и Вятской епархии.
21 октября 2018 года епархия впервые за многие десятилетия обрела своего правящего архиерея, которым стал Андрей (Кладиев). К тому времени в епархии было известно не менее восьми храмов и приходов РПСЦ.

## Епископы
- Амвросий (Гераськов) (20 декабря 1871—1885)
- Алексий (Серёдкин) (15 ноября 1879 — 26 апреля 1899) поставлен при действующем епископе Амвросии
- Порфирий (Маничев) (24 августа 1899 — 21 апреля 1906)
- Арсений (Швецов) (21 апреля 1906 — 10 сентября 1908) в/у, еп. Уральский
- Климент (Москвин) (февраль — 26 июня 1921)
- Михаил (Захарьичев) (6 декабря 1924 — 5 октября 1925)
- Филарет (Паршиков) (октябрь 1925 — декабрь 1928) в/у, еп. Казанский
- Иринарх (Парфёнов) (23 декабря 1928 — весна 1941)
- Корнилий (Титов) (15 октября 2008 — 21 октября 2018), в/у митр. Московский
- Андрей (Кладиев) (с 21 октября 2018)